# Избори за Предсједништво Босне и Херцеговине 2010.
Избори Предсједништво Босне и Херцеговине 2010. одржани су 3. октобра као дио општих избора у овој земљи. Били су то пети по реду предсједнички избори у БиХ након Дејтонског споразума (1995), који се одржавају у оба ентитета истовремено.

## Резултати

### Избори у Федерацији БиХ
| Кандидат                  | Политички субјекат                      | Број гласова | %     | Изабран / Није изабран |
| ------------------------- | --------------------------------------- | ------------ | ----- | ---------------------- |
| Жељко Комшић              | Социјалдемократска партија БиХ          | 337.065      | 32,94 | хрватски члан          |
| Бакир Изетбеговић         | Странка демократске акције              | 162.831      | 15,91 | бошњачки члан          |
| Фахрудин Радончић         | Савез за бољу будућност БиХ             | 142.387      | 13,92 | није изабран           |
| Харис Силајџић            | Странка за БиХ                          | 117.240      | 11,46 | није изабран           |
| Борјана Кришто            | Хрватска демократска заједница БиХ      | 109.758      | 10,73 | није изабрана          |
| Мартин Рагуж              | Хрватска демократска заједница 1990     | 60.266       | 5,89  | није изабран           |
| Јерко Иванковић Лијановић | Народна странка Радом за бољитак        | 45.397       | 4,44  | није изабран           |
| Ибрахим Ђедовић           | Демократска народна заједница БиХ       | 13.369       | 1,31  | није изабран           |
| Мујо Демировић            | Босанскохерцеговачка патриотска странка | 8.951        | 0,87  | није изабран           |
| Ђемал Латић               | Странка демократске активности          | 8.738        | 0,85  | није изабран           |
| Ибрахим Спахић            | Грађанска демократска странка БиХ       | 6.948        | 0,68  | није изабран           |
| Изудин Кешетовић          | Босанска странка                        | 4.228        | 0,41  | није изабран           |
| Аида Јусић                | Независни кандидат                      | 2.347        | 0,23  | није изабрана          |
| Перо Галић                | Независни кандидат                      | 1.581        | 0,15  | није изабран           |
| Миле Кутле                | Независни кандидат                      | 1.069        | 0,10  | није изабран           |
| Фердо Галић               | Независни кандидат                      | 975          | 0,10  | није изабран           |
| Укупно важећи гласови     | Укупно важећи гласови                   | 1.023.150    | 100   | -                      |
| Неважећи гласови          | Неважећи гласови                        | 74.906       | -     | -                      |
| Извор: ЦИК                |                                         |              |       |                        |

| Хрватски кандидати‍        | Хрватски кандидати‍        | Хрватски кандидати‍ | Хрватски кандидати‍ | Хрватски кандидати‍ |
| ------------------------- | ------------------------- | ------------------ | ------------------ | ------------------ |
|                           |                           |                    |                    |                    |
| Жељко Комшић              | Жељко Комшић              |                    | 337.065            | 60,61%             |
| Борјана Кришто            | Борјана Кришто            |                    | 109.758            | 19,74%             |
| Мартин Рагуж              | Мартин Рагуж              |                    | 60.266             | 10,84%             |
| Јерко Иванковић Лијановић | Јерко Иванковић Лијановић |                    | 45.397             | 8,16%              |
| Перо Галић                | Перо Галић                |                    | 1.581              | 0,28%              |
| Миле Кутле                | Миле Кутле                |                    | 1.069              | 0,19%              |
| Фердо Галић               | Фердо Галић               |                    | 975                | 0,18%              |

| Бошњачки кандидати‍ | Бошњачки кандидати‍ | Бошњачки кандидати‍ | Бошњачки кандидати‍ | Бошњачки кандидати‍ |
| ------------------ | ------------------ | ------------------ | ------------------ | ------------------ |
|                    |                    |                    |                    |                    |
| Бакир Изетбеговић  | Бакир Изетбеговић  |                    | 162.831            | 34,86%             |
| Фахрудин Радончић  | Фахрудин Радончић  |                    | 142.387            | 30,49%             |
| Харис Силајџић     | Харис Силајџић     |                    | 117.240            | 25,10%             |
| Ибрахим Ђедовић    | Ибрахим Ђедовић    |                    | 13.369             | 2,86%              |
| Ђемал Латић        | Ђемал Латић        |                    | 8.738              | 1,87%              |
| Изудин Кешетовић   | Изудин Кешетовић   |                    | 4.228              | 0,91%              |
| Аида Јусић         | Аида Јусић         |                    | 2.347              | 0,50%              |

### Избори у Републици Српској
| Кандидат              | Политички субјекат          | Број гласова | %     | Изабран / Није изабран |
| --------------------- | --------------------------- | ------------ | ----- | ---------------------- |
| Небојша Радмановић    | СНСД — СП                   | 295.629      | 48,92 | српски члан            |
| Младен Иванић         | Коалиција Заједно за Српску | 285.951      | 47,31 | није изабран           |
| Рајко Паповић         | Савез за демократску Српску | 22.790       | 3,77  | није изабран           |
| Укупно важећи гласови | Укупно важећи гласови       | 604.370      | 100   | -                      |
| Неважећи гласови      | Неважећи гласови            | 66.147       | -     | -                      |
| Извор: ЦИК            |                             |              |       |                        |

| Српски кандидати‍   | Српски кандидати‍   | Српски кандидати‍ | Српски кандидати‍ | Српски кандидати‍ |
| ------------------ | ------------------ | ---------------- | ---------------- | ---------------- |
|                    |                    |                  |                  |                  |
| Небојша Радмановић | Небојша Радмановић |                  | 295.629          | 48,92%           |
| Младен Иванић      | Младен Иванић      |                  | 285.951          | 47,31%           |
| Рајко Паповић      | Рајко Паповић      |                  | 22.790           | 3,77%            |